# (4365) Ivanova
(4365) Ivanova est un astéroïde de la ceinture principale.

## Description
(4365) Ivanova est un astéroïde de la ceinture principale. Il fut découvert par Eleanor Francis Helin et Schelte J. Bus le 7 novembre 1978 à l'observatoire Palomar. Il présente une orbite caractérisée par un demi-grand axe de 2,84 UA, une excentricité de 0,053 et une inclinaison de 1,04° par rapport à l'écliptique.
Il fut nommé en hommage à l'astronome bulgare Violeta G. Ivanova.

## Compléments